# تساندرلو
شهر تساندرلو (به فرانسوی: Tessenderlo) در شهرستان اسلت در استان لمبورگ در منطقه فلاندری در کشور بلژیک واقع شده‌است.